# Louise R. Pinnell
Louise Rebecca Pinnell foi uma advogada estadunidense, a primeira mulher a primeira mulher a exercer esta profissão no estado da Flórida.

## Biografia
Pinnell nasceu em 31 de março de 1877 em Cuba, Missouri, filha de Ethan Allan e Frances Collier Pinnell. O seu pai, Ethan, era advogado admitido na Ordem dos Advogados do Missouri em 1873 e acabou por se tornar juiz de sucessões. Pinnell recebeu a sua educação inicial no condado de Crawford, Missouri, antes de ingressar no Steelville College. Durante a década de 1890, toda a família mudou-se para Bronson, Condado de Levy, Flórida. Pinnell era uma autodidata, pois não havia faculdades de direito na Flórida antes de 1900. Ela então recebeu a sua tutela legal do seu pai, e cinco meses após completar o seu exame oral, tornou-se na primeira mulher a ser admitida na Ordem dos Advogados do Estado da Flórida em outubro de 1898. Pinnell inicialmente praticou advocacia com o seu pai antes de ingressar na advocacia do Major St. Clair-Abrams, Esq. em Jacksonville, Flórida, que se especializou em litígios ferroviários. Em 1920, Pinnell começou a trabalhar como advogada para a Florida East Coast Railway Company em St. Augustine, Flórida. Ela permaneceu na empresa ao longo de 25 anos.